# پدرو آلونسو لوپز
پدرو آلونسو لوپز (به انگلیسی: Pedro Alonso López) (زادهٔ ۸ اکتبر ۱۹۴۸ در تولمیا، کلمبیا) یک قاتل زنجیره‌ای معروف در کلمبیا بود که به قتل ۳۵۰ تن اعتراف کرد اما اعترافات وی منجر به تنها یافتن ۵۱ جنازه شد. به او لقب هیولای کوهستان آند را داده‌اند.
مادر او فاحشه‌ای بود که ۱۳ فرزند داشت که در اتاقی ۲۴ متری زندگی می‌کردند و بین آنها و مادرشان هنگام سرویس‌دهی تنها یک پرده وجود داشت. زمانی که وی ۸ ساله بود مادرش وی را در حال آزار و اذیت جنسی خواهرش یافت و او را از خانه بیرون کرد. او قبل از اینکه از خانه اخراج شود مجبور بود برای مادرش در خیابان‌ها مشتری بیابد.
او بعدها توسط خانواده‌ای آمریکایی به یک مدرسه بی‌سرپرستان هدایت شد. اما پس از آنکه توسط یکی از معلمان مورد تجاوز جنسی قرار گرفت از آنجا گریخت. سپس به سرقت خودرو روی آورد. اما دستگیر شد و به زندان افتاد. در زندان او مورد تجاوز گروهی دسته‌ای از زندانیان گردید. او بعدها دو تن از متجاوزین را به قتل رساند.
ابتدا گفته می‌شد وی پس از آزادی‌اش از زندان دستکم ۱۱۰ دختر از قبایل گوناگون سرخ‌پوست را در منطقه اکوادور، پس از تجاوز به قتل رسانده‌است. اما در سال ۱۹۸۰ زمانیکه در بازداشت پلیس بود، آشکار شد که دستکم او ۲۴۱ مورد بیشتر از این اعمال جنایتکارانه را نیز در پرو و کلمبیا انجام داده است.